# Paraclius interductus
Paraclius interductus är en tvåvingeart som beskrevs av Becker 1922. Paraclius interductus ingår i släktet Paraclius och familjen styltflugor.
Artens utbredningsområde är Taiwan. Inga underarter finns listade i Catalogue of Life.